# Ізмірська затока
Ізмі́рська зато́ка (тур. İzmir Körfezi), Смі́рнська затока (грец. Κόλπος της Σμύρνης) — затока в Егейському морі, на південно-східному березі якого знаходиться третє за чисельністю населення місто Туреччини — Ізмір. Територіально відноситься до ілу Ізмір. В затоці багато островів, найбільшими з них є Узунада і Хекім. Півострів Урла і острів Узунада відокремлюють від Ізмірської затоки її південно-західну частину — затоку Гюльбахче. Зі сходу в затоку впадає одна з найбільших річок Туреччини — Гедиз.
В античності була відома як Гермейська затока (Ερμαϊκός κόλπος).
Вхід до затоки знаходиться за 30 км на південь від грецького острова Лесбос, між містом Карабурун і півостровом Чешме на заході та містом Фоча (стародавня Фокея) на сході.
Крім гавані Ізміра, другої за величиною в Туреччині, є й інші якірні стоянки. Найзначнішим малим містом затоки є Урла.